# Dendrophthora chrysostachya
Dendrophthora chrysostachya là một loài thực vật có hoa trong họ Santalaceae. Loài này được (C.Presl) Urb. mô tả khoa học đầu tiên năm 1896.